# João Câmara
João Câmara là một đô thị thuộc bang Rio Grande do Norte, Brasil. Đô thị này có diện tích 714,951 km², dân số năm 2007 là 31757 người, mật độ 44,4 người/km².